# Onthophagus negrosensis
Onthophagus negrosensis es una especie de insecto del género Onthophagus, familia Scarabaeidae, orden Coleoptera.

## Historia
Fue descrita científicamente por Ochi & Araya en 1992.